# Muriel Guilbault
Pour les articles homonymes, voir Guilbault.
Muriel Guilbault (18 février 1922, Duck Lake, Saskatchewan – 3 janvier 1952, Montréal), est une comédienne de théâtre québécoise. Elle a signé le Refus global, un manifeste artistique publié en 1948, avec l'appui de quinze cosignataires dont les peintres Jean-Paul Riopelle, Claude Gauvreau, Pierre Gauvreau, Marcel Barbeau et Marcelle Ferron. 

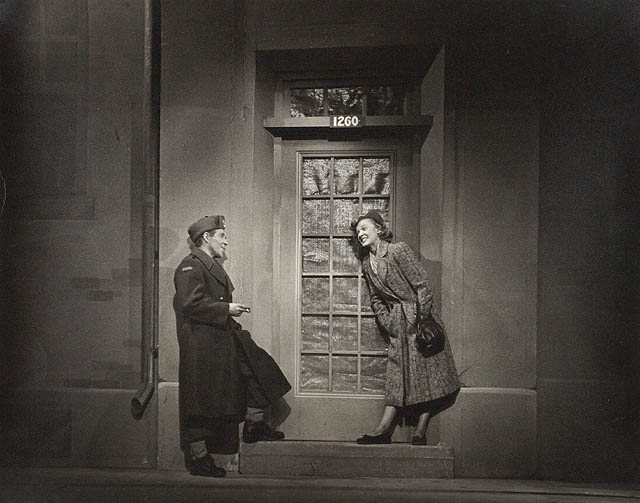
Muriel Guilbault et Gratien Gélinas dans la pièce Tit-Coq, 1948

## Biographie
Actrice au talent et à la beauté exceptionnels, elle se fait connaître très tôt dans les milieux artistiques montréalais et devient une vedette populaire dans les radio-théâtres sur les ondes de Radio-Canada.
Gravitant autour des automatistes, elle joue dans la pièce Bien-être de Claude Gauvreau. Celui-ci la considère comme la cristallisation de l'idéal féminin selon le surréalisme et elle devint le grand amour de sa vie. Il la surnomme « la muse incomparable » et écrit un roman à clé sur elle : Beauté baroque.
Jean-Paul Sartre, de passage au Québec en février 1946, la voit jouer dans Huis clos et lui offre de venir jouer la pièce à Paris. Gratien Gélinas écrit le personnage de Marie-Ange dans la pièce Tit-Coq pour elle.
Après plusieurs tentatives de suicide, elle arrive à ses fins le 3 janvier 1952. Elle est retrouvée pendue dans la salle de bain de l'appartement qu'elle partage avec son conjoint. Jacques Ferron, écrira: « Muriel […] avait du feu au théâtre, du talent et de l'ambition, […] faisant l'admiration de tous ». Elle était la sœur de la comédienne Dyne Mousso.

## Distinctions
- 1998 - Prix Condorcet